# Бокин, Константин Афанасьевич
Константин Афанасьевич Бокин (21 июля (2 августа) 1891, Оренбург — 1939, Харбин) — войсковой старшина, командир дивизиона Оренбургского 20-го казачьего полка, награждён золотым Георгиевским оружием и орденом Святого Георгия за храбрость в борьбе с большевиками.

## Биография

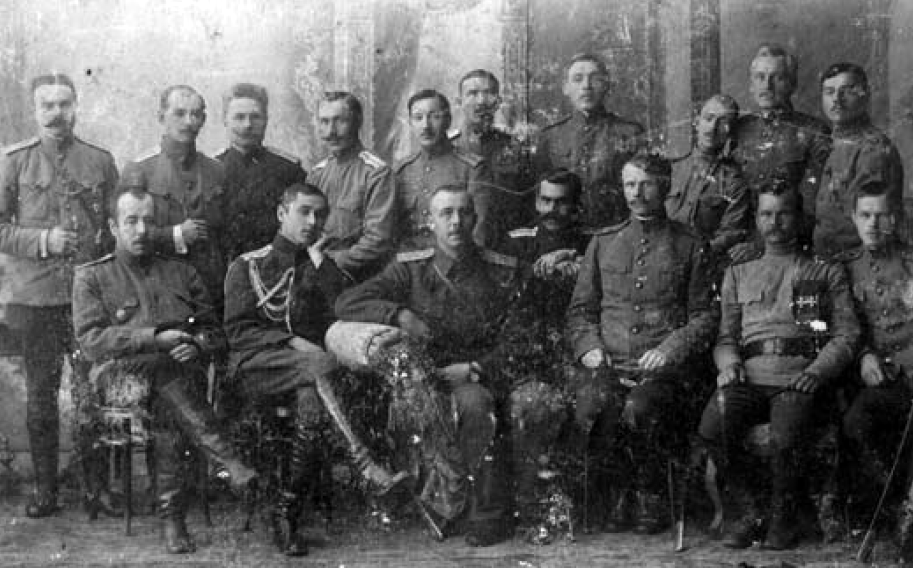
Бокин К. А. (четвертый слева в первом ряду) в группе офицеров Ларго-Кагульского пехотного полка (1910)

Константин Бокин родился 21 июля (2 августа) 1891 года в Оренбурге в семье надворного советника Афанасия Бокина. Окончил Оренбургскую гимназию, а затем, в 1913 году — Казанское военное училище (по первому разряду). В 1913 году он получил чин подпоручика и с августа 1913 года был зачислен в Ларго-Кагульский 191-й пехотный полк. В июле 1914 года он был командирован по мобилизации в Самару, где выступал в качестве ординарца у начальника 83-й пехотной дивизии. С середины августа 1914 года принимал участие в Первой Мировой войне. В ноябре 1914 года он был переведён в 331-й Орском пехотный полк, а через год — стал обер-офицером для поручений при штабе 83-й пехотной дивизии.
В 1916 году стал поручиком и был приписан к Оренбургским казачьим войскам. С июля 1917 года назначен младшим офицером и заведующим хозяйством 6-й батареи 83-й артиллерийской бригады. Был демобилизован 15 марта 1918 года в чине сотника, но уже 14 июля, в связи с началом Гражданской войны, был мобилизован и оказался в Сакмарском конном полку, где состоял в прикомандировании. В августе того же года стал штабс-капитаном, причём со старшинством с 1916 временным исполняющим делами заведующего оружием. В 1919 году он служил во II Оренбургском казачьем корпусе, был помощником командира по стрелковой части Оренбургского 20-го казачьего полка. Стал командиром дивизиона, получил чин войскового старшины. Бокин является одним из всего двух оренбургских казаков — наряду с войсковым старшиной Пётром Шныровым, погибшим в мае 1919 года — которые получили в годы Гражданской войны сразу две Георгиевские награды.
По окончании Гражданской войны оказался в эмиграции в Маньчжурии. В 1936—1937 годах он работал конторщиком товарищества фирмы «Цынддель» в Харбине. Скончался в 1939 году.

## Награды
- Орден Святой Анны 4 степени: «за храбрость» (1914)[4]
- Орден Святого Станислава 3 степени с мечами и бантом (1915)
- Орден Святой Анны 3 степени с мечами и бантом
- Орден Святого Станислава 2 степени (1916)
- Георгиевское оружие (1919): «за то, что в бою 10 марта 1919 года под хутором Лысов, командуя пешим дивизионом… увлекая примером личной храбрости… довел сотни до штыкового удара и на плечах противника ворвался в хутор Лысов и далее в хутор Бихтеев \Биктеев\, где захватил один действующий пулемёт, 40 пленных и 150 винтовок. С занятием хуторов Лысов и Бихтеев бой принял решительный оборот в нашу пользу»[5][6][7]
- Орден Святого Георгия 4 степени (1919): «за то, что в бою 14 мая 1919 года у хутора Биктеева, когда под натиском превосходных сил противника наши части отступили от занимаемых позиций, будучи выдвинутым со своим дивизионом для спасения положения… атаковал… вступив в рукопашный бой… наши отступающие части перешли в наступление и не только вернули свои позиции, но продвинулись… вперед, взяв станицу Нежинскую и Алебастрову гору»[1][8][9]